# Konrad Motorsport
Konrad Motorsport ist ein Motorsportteam, das 1974 vom österreichischen Rennfahrer Franz Konrad gegründet wurde. Das heute in Verl beheimatete Team hat auch eine Tuningabteilung für Privatkunden.

## Geschichte
Franz Konrad stieg 1976 in die GT-Europameisterschaft ein und gab damit sein Debüt im internationalen Motorsport. In den folgenden Jahren fuhr er in der Deutschen Rennsport-Meisterschaft. 1980 wechselte er in die Deutsche Formel-3-Meisterschaft, die er 1983 gewann. Zum Saisonabschluss in Diepholz kehrte Konrad in die Deutsche Rennsport-Meisterschaft zurück und konnte auf Porsche 956 seinen ersten Sieg in der Rennserie feiern. Dort fuhr er auch in den folgenden Jahren Rennen. Ab Mitte der 1980er-Jahre startete Konrad darüber hinaus für Kremer Racing regelmäßig beim 24-Stunden-Rennen von Le Mans. Auf einen vierten Platz 1987 im Porsche 962 folgte 1990 als Werksfahrer von Jaguar mit Platz zwei schließlich sein bestes Ergebnis.
1989 gründete Franz Konrad mit Konrad Motorsport seinen eigenen Rennstall. 1990 debütierte das Team in der Interserie. Nachdem 1991 zu Beginn der Saison in der Sportwagen-Weltmeisterschaft ein Porsche 962 eingesetzt worden war, bestritt das Team mit dem selbst entwickelten Konrad KM-011 die letzten drei Rennen. Allerdings war das Fahrzeug wenig zuverlässig und sah nie die Zielflagge. Auch bei einem einzelnen Einsatz in der Interserie gelangen keine Punkte. 1992 war Konrad Motorsport erneut für die Sportwagen-WM eingeschrieben, trat aber nie an. Lediglich in der Interserie brachte Franz Konrad seinen Prototyp bei den Läufen am Nürburgring an den Start. Dort erzielte er einen dritten und einen vierten Platz. Auf Porsche 911 gelang 1993 der Sieg beim 24-Stunden-Rennen auf dem Nürburgring und bei den Mil Milhas Brasil, welcher 1995 wiederholt werden konnte. Zudem war das Team ab 1993 auch regelmäßig beim Saisonhöhepunkt, den 24 Stunden von Le Mans, am Start. 1994 stieg Konrad Motorsport in die BPR Global GT Series ein, die 1997 zur FIA-GT-Meisterschaft wurde. 1997 konnte der dritte Platz beim 24-Stunden-Rennen von Daytona und 1998 ein Klassensieg beim 12-Stunden-Rennen von Sebring errungen werden.

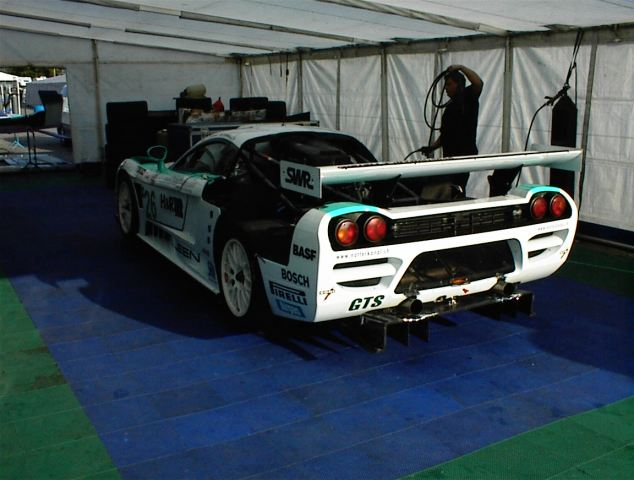
Konrad-Saleen in Mosport 2002

Ab 1999 bestritt das Team auch die neu gegründete American Le Mans Series. Nachdem zu Saisonbeginn 2000 noch der Porsche 911 GT2 eingesetzt worden war, trat Konrad Motorsport in der ALMS bei den letzten vier Rennen mit einem Lola-Prototyp an. Nach Ablauf der Saison zog sich Konrad Motorsport vorerst aus der FIA-GT-Meisterschaft zurück und konzentrierte sich mit dem neuen Saleen S7R nun vollständig auf die ALMS. Dort konnte sowohl 2001 als auch 2002 der zweite Platz in der Teamwertung erreicht werden. Zur Saison 2003 kehrte Konrad Motorsport in die FIA-GT-Meisterschaft zurück. Michael Bartels und Uwe Alzen errangen 2004 drei Rennsiege im Saleen S7R, der unter dem Namen Vitaphone Racing Team lief, in dieser Saison aber noch von Konrad Motorsport eingesetzt wurde. Nach der Saison 2005 beendete Konrad Motorsport sein Engagement in der FIA-GT-Meisterschaft.
2006 suchte Konrad Motorsport eine neue Herausforderung im Porsche Supercup. Außerdem nahm das Team am 24-Stunden-Rennen von Bahrain teil, welches es siegreich beendete. 2007 wurde der zweite Platz beim 24-Stunden-Rennen von Dubai erreicht. Im gleichen Jahr setzte Konrad Motorsport einen Porsche 997 GT3 RSR beim 24-Stunden-Rennen am Nürburgring und in der BFGoodrich Langstreckenmeisterschaft ein. Konrad-Pilot Jeroen Bleekemolen gewann 2008 und 2009 den Porsche Supercup und sicherte Konrad Motorsport auch den Sieg in der Teamwertung.
Koordinaten: 51° 53′ 15,9″ N, 8° 27′ 27,3″ O